# Pudiega (wieś)
Pudiega (ros. Пудега) – wieś w Rosji, w rejonie wołogodzkim obwodu wołogodzkiego. W 2010 r. liczyła 21 mieszkańców.